# Ostericum sieboldii
Ostericum sieboldii là một loài thực vật có hoa trong họ Hoa tán. Loài này được (Miq.) Nakai mô tả khoa học đầu tiên năm 1942.

## Hình ảnh

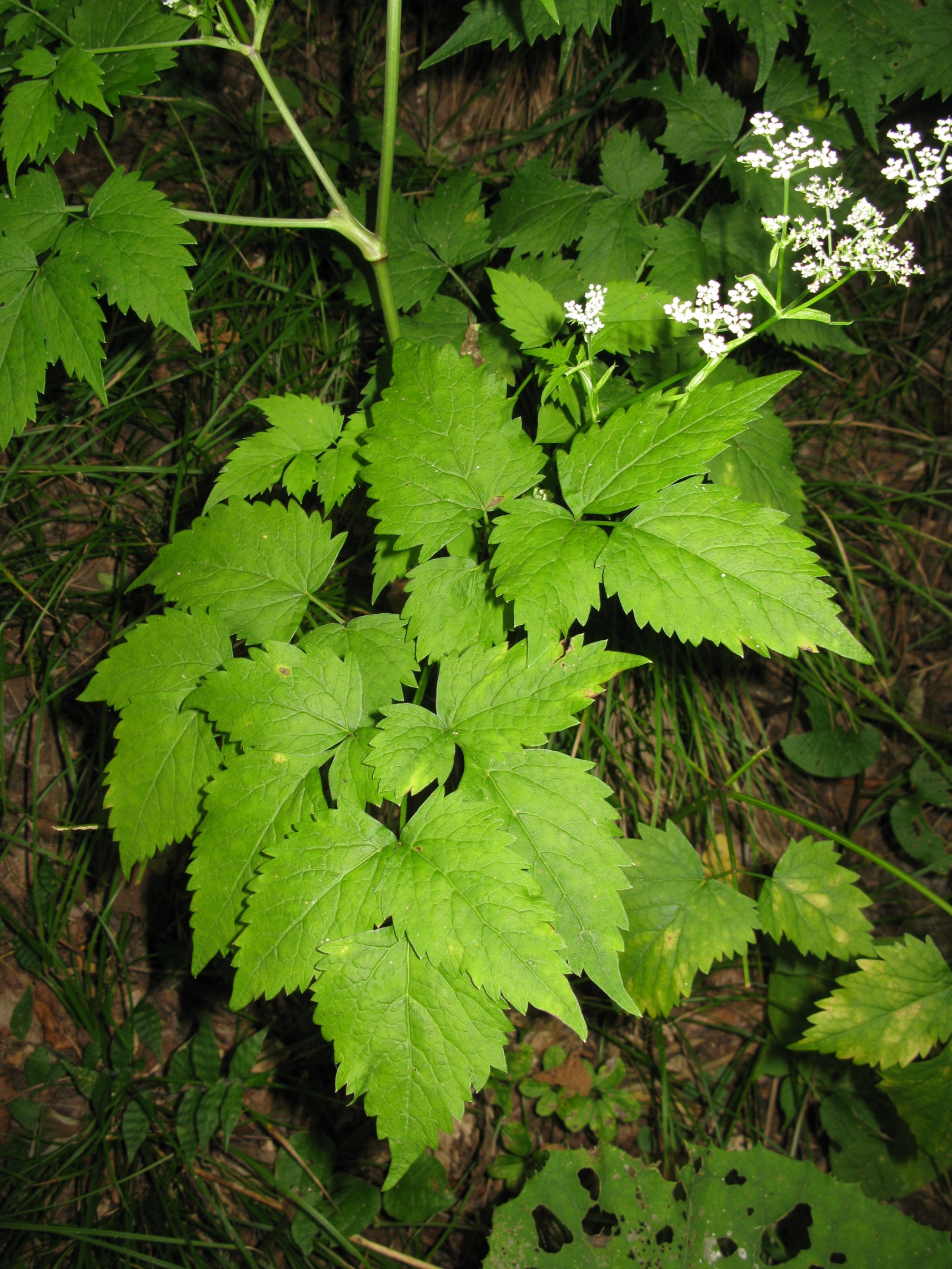
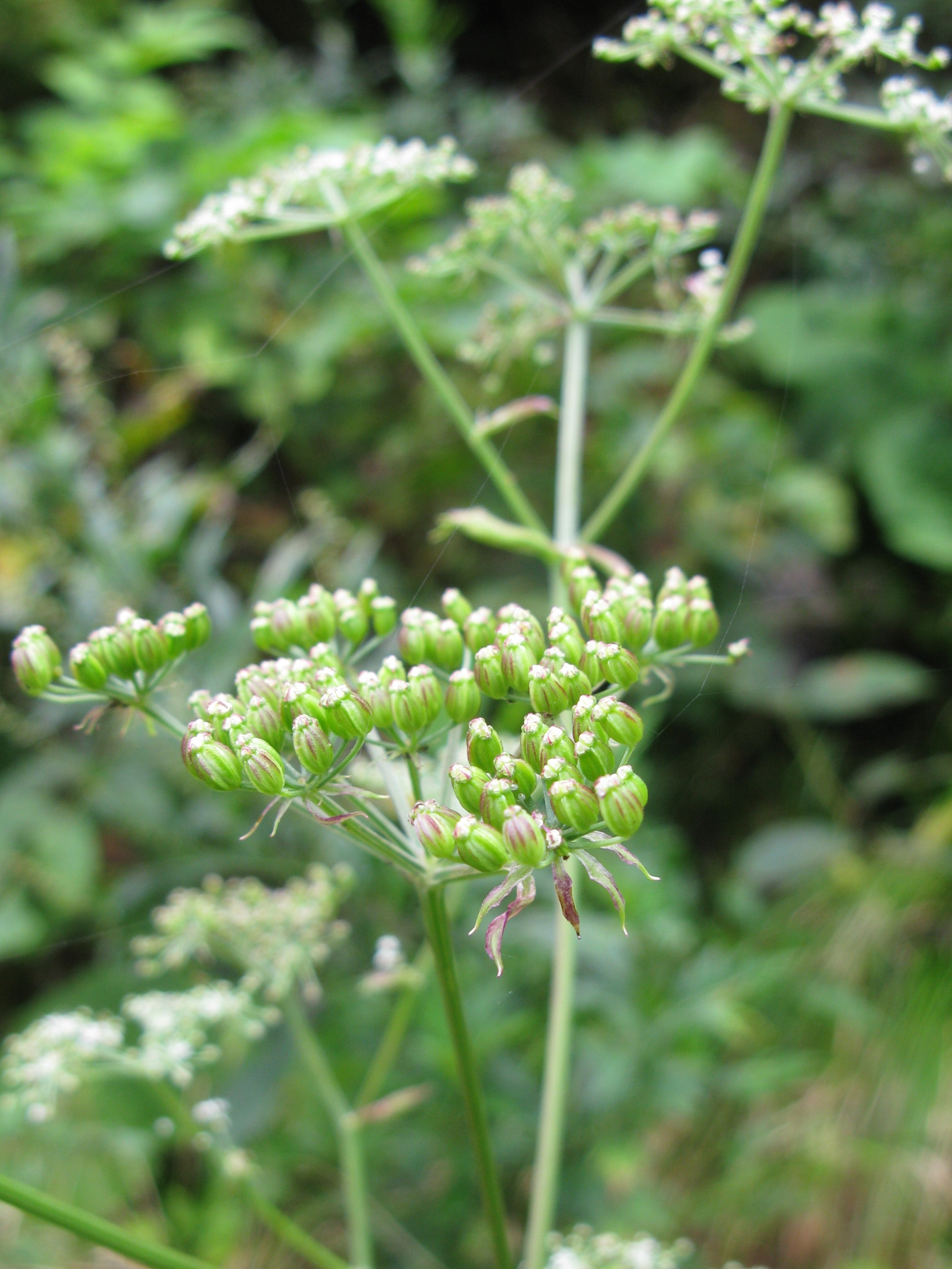
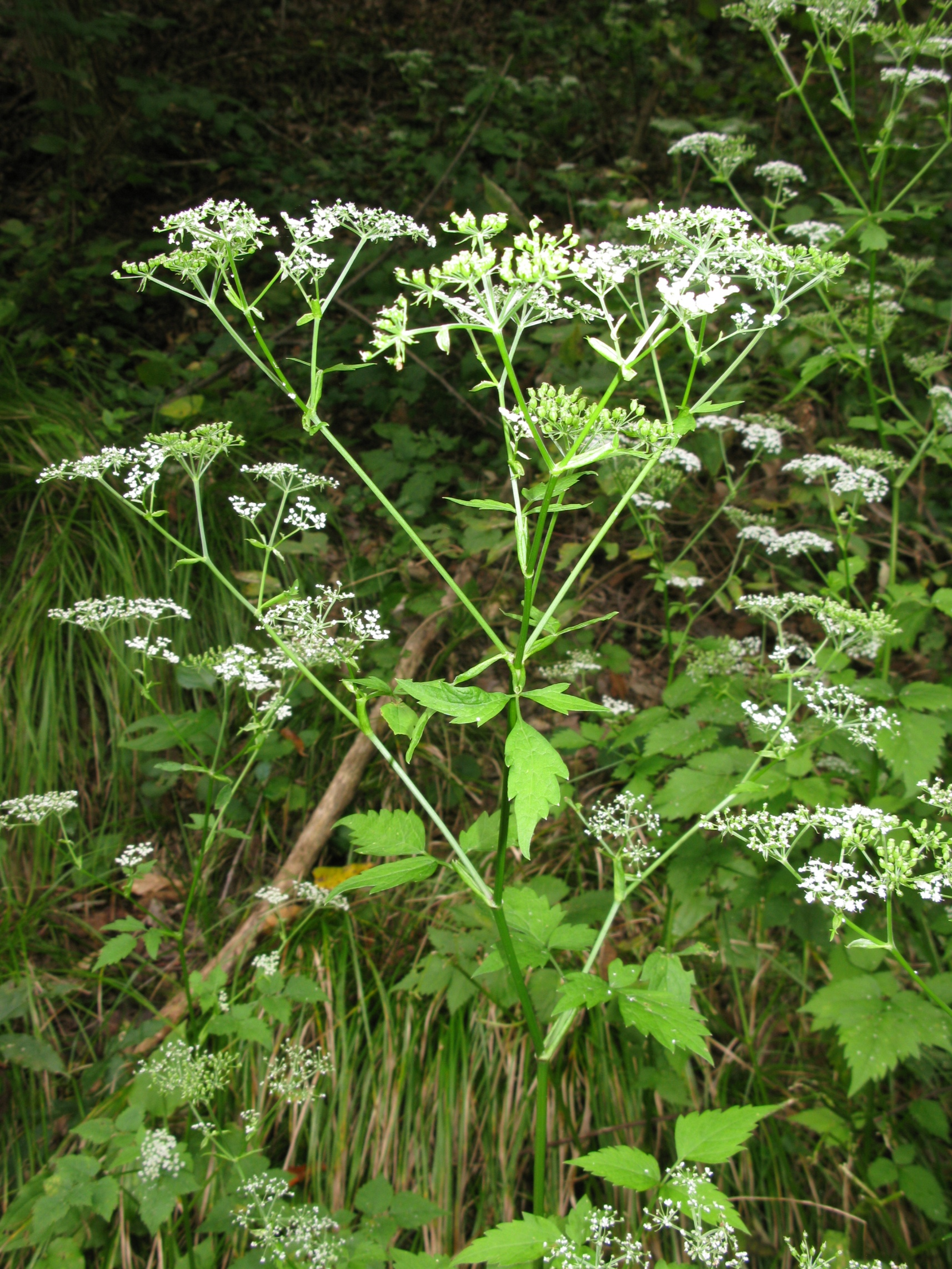